# 普拉庫德角

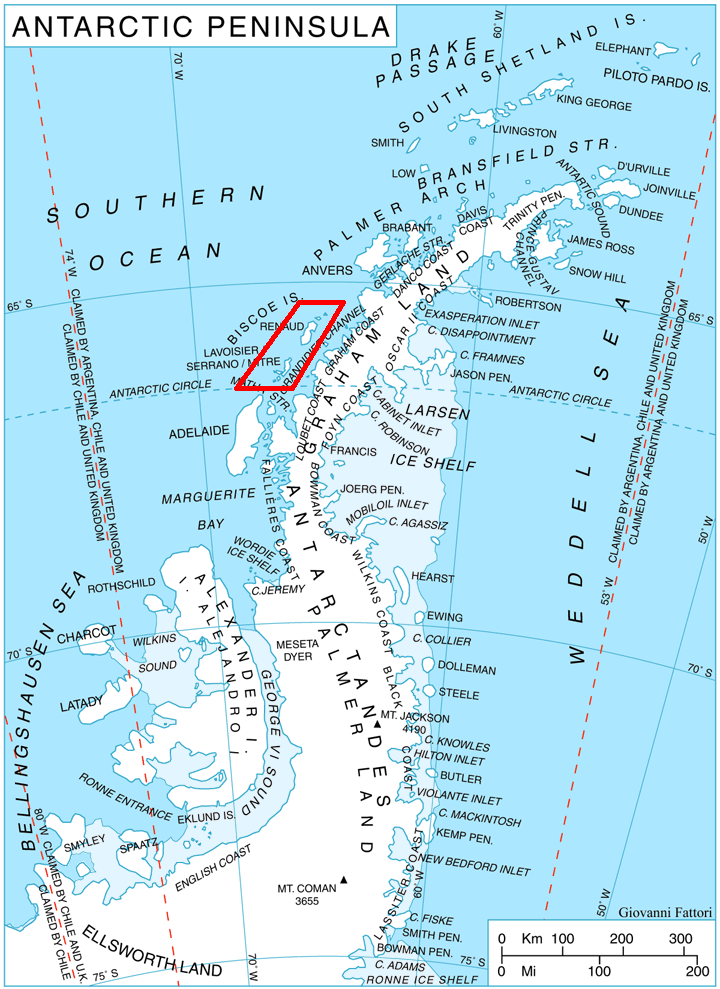

普拉庫德角（英語：Plakuder Point），是南極洲的海岬，位於皮克維克島東北岸，處於庫塞夫角東南面1.6公里和斯諾德格拉斯島西南面1.6公里，是米斯奧尼斯灣入口處的東部，現時由南極條約體系管理。